# Synagoge (Wingersheim)

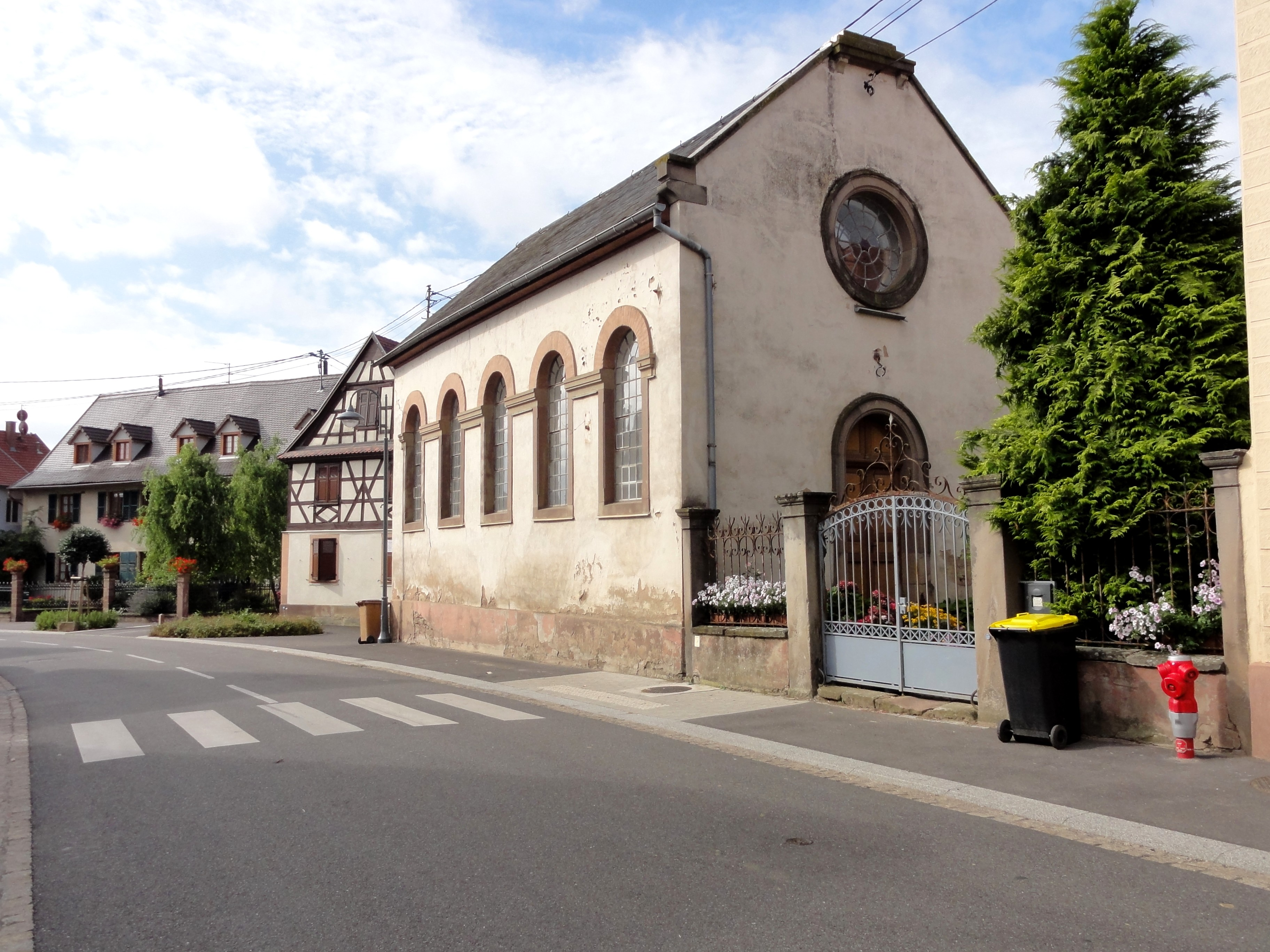
Synagoge von Wingersheim, 2012

Die Synagoge in Wingersheim, einer französischen Gemeinde im Département Bas-Rhin in der historischen Region Elsass, ist ein ehemaliges Gotteshaus, das 1875 erbaut wurde. Die profanierte Synagoge befindet sich an der Nr. 10, rue de la Victoire.

## Geschichte
Eine erste Synagoge wurde 1775 in Wingersheim errichtet. 1875 wurde sie durch den heute noch bestehenden Bau ersetzt. In der Zeit des Nationalsozialismus, während der deutschen Besetzung Frankreichs im Zweiten Weltkrieg, wurde das Gebäude zweckentfremdet und diente als Milchsammelstelle. Nach 1945 wurde die Synagoge restauriert.

## Architektur
An der traufseitigen Straßenfront besitzt die Synagoge fünf Rundbogenfenster, die mit weißen Bleiverglasungen geschlossen sind und mit einem profilierten Band verbunden werden. An der westlichen Giebelseite befindet sich das rundbogige Portal und darüber ein rundes Fenster (Okulus). Über dem Giebel des Eingangsportals waren die Gebotstafeln angebracht. Das Podest, auf dem sie standen, ist auf der Giebelspitze noch zu sehen. Im Westen und Süden befindet sich die Empore, die von gusseisernen Säulen getragen wird. Über dem Toraschrein an der Ostwand befindet sich ebenfalls ein Okulus.